# 韋瓦克機場
韋瓦克機場（英語：Wewak Airport）又叫博勒姆機場（Boram Airport），是一座位于巴布亚新几内亚韦瓦克的机场。

## 航空公司和目的地
| 航空公司           | 目的地                                |
| ------------------ | ------------------------------------- |
| 新畿内亚航空       | 馬當機場 、芒特哈根、傑克遜斯、瓦尼莫 |
| 巴布亞新幾內亞航空 | 芒特哈根                              |
| Travel Air航空     | 莱城、傑克遜斯                        |

## 历史
该机场最早历史可追溯到1937年，韦瓦克机场由新几内亚领地政府和天主教传教团于1937年建造。该机场只有一条跑道，与威鲁伊海滩平行，第二次世界大战时期,1942年12月18日，日军占领了韦瓦克地区，并很快开始在该地占领了一座机场当作军用机场即现在的博拉姆机场。战后荒废，目前尚不清楚何时恢复的客运

## 外部連結
- 航空安全网上的WWK意外事件历史